# Радванець
Радванець (пол. Radwaniec) — село в Польщі, у гміні Казімеж-Біскупи Конінського повіту Великопольського воєводства.
Населення — 114 осіб (2011).
У 1975-1998 роках село належало до Конінського воєводства.

## Демографія
Демографічна структура станом на 31 березня 2011 року:
|          | Загалом | Допрацездатний вік | Працездатний вік | Постпрацездатний вік |
| -------- | ------- | ------------------ | ---------------- | -------------------- |
| Чоловіки | 62      | 15                 | 40               | 7                    |
| Жінки    | 52      | 8                  | 33               | 11                   |
| Разом    | 114     | 23                 | 73               | 18                   |